# Pioneros de Quintana Roo
O Pioneros de Quintana Roo (português:Pioneiros de Quintana Roo) é um clube profissional de basquetebol situado na cidade de Cancún, Estado de Quintana Roo, México, que atualmente disputa a Liga Nacional de Baloncesto Profesional.
Foi fundado em 2006 e disputou duas finais de FIBA Liga das Américas, em FIBA Liga das Américas 2012 quando sagrou-se campeão do Final Four e em FIBA Liga das Américas 2015 quando foi vencido pelo Bauru no Rio de Janeiro.